# Kolbjørn Hauge
Pour les articles homonymes, voir Hauge.
Kolbjørn Hauge, né le 2 avril 1926 à Finnøy, en Norvège, et mort le 15 août 2007, est un écrivain norvégien, auteur de roman policier.

## Biographie
Enseignant, il écrit quelques ouvrages pédagogiques avant de mener en parallèle une activité de romancier.
En 1991, il publie son premier roman, Kofferten. En 1993, avec Heit juice, il remporte le Sunnmørsprisen (no) 1993. En 1995, avec Død mann i boks, il est lauréat du prix Riverton 1995.
Il est le frère de l'écrivain Alfred Hauge (no).

## Œuvre

### Romans
- Kofferten (1991)
- Heit juice (1993)
- Død mann i boks (1995)
- Til jord skal du bli ([997)
- Over mitt lik (1999)
- Nord og ned (2003)

### Autres ouvrages
- Bedre timer (1986)
- Fra protest til parti (1987)
- Stor norsk rimordbok (1990)
- Onsdagsranaren (1991)
- Nei men, Sofus! (1996)
- Hitlers labyrint (1998)
- Ryfylke – heimstad for gråstein og lengsel (1998)
- Grøne øyer, blå fjord (2001)
- Historia om korleis lydane fekk bokstavar (2001)
- To perfekte mord og andre kriminelle historier (2004)
- 50 år i storm og stille: Historia om L. Rødne & Sønner (2005)

## Prix et distinctions

### Prix
- Sunnmørsprisen (no) 1993 pour Heit juice
- Prix Riverton 1995 pour Død mann i boks[1]